# Крістоф Мартін Віланд
Крістоф Мартін Віланд (нім. Christoph Martin Wieland; 5 вересня 1733, Оберхольцхайм — 20 січня 1813, Веймар) — німецький письменник і поет доби просвітництва.

## Творчість

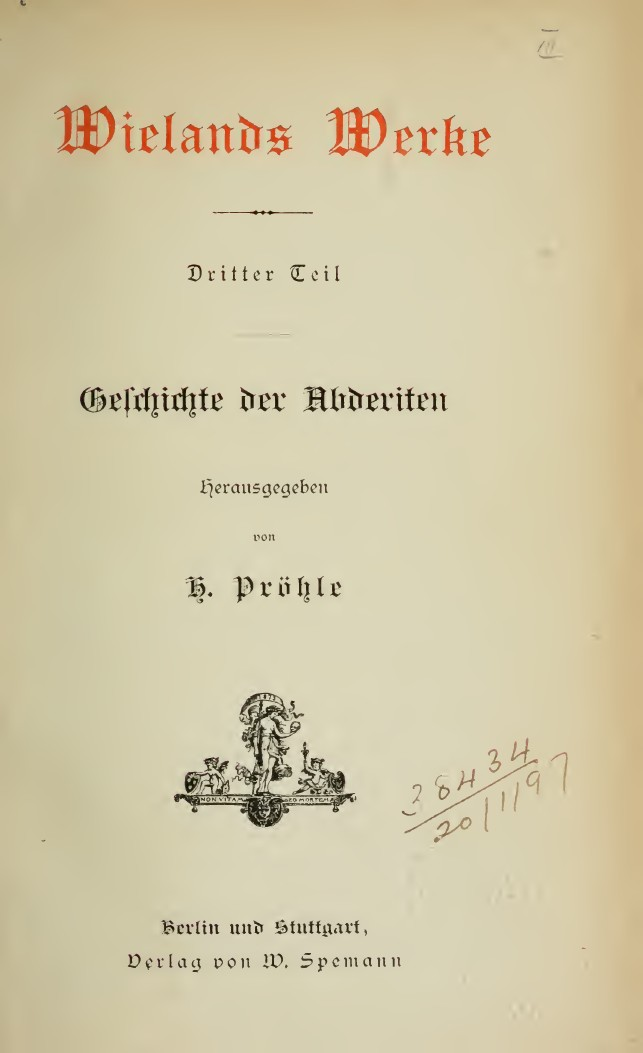
Geschichte der Abderiten (1887)

Одна з центральних фігур в німецькому літературному процесі XVIII століття поряд з Лессінгом, Шиллером, Гете. Центральною темою в творах Віланда була «апологія помірного гедонізму», а примиренські погляди робили його мішенню для насмішок поетів, які належали до руху «Буря і натиск».

## Видання українською
- Віланд, Крістоф Мартін. Оберон: Романтична поема в дванадцяти піснях / Пер. з нім. Тараса Франко та Юрія Лісняка. — К.: Дніпро, 1972. — 251 с.